# (6399) Harada
(6399) Harada est un astéroïde de la ceinture principale.

## Description
(6399) Harada est un astéroïde de la ceinture principale. Il fut découvert le 3 avril 1991 à Geisei par Tsutomu Seki. Il présente une orbite caractérisée par un demi-grand axe de 2,43 UA, une excentricité de 0,11 et une inclinaison de 8,4° par rapport à l'écliptique.

## Compléments